# Romulus Miclea
Romulus Daniel Miclea (n. 5 aprilie 1980, Târgu Mureș, România) este un fost jucător român de fotbal care a evoluat pe postul de mijlocaș dreapta. A debutat în Liga I în anul 2002, într-un meci dintre FC U Craiova și Astra Ploiești. În perioada 2004-2010 a jucat pentru Poli Iași, dar după retrogradarea din Liga I a echipei ieșene, în 2010 s-a transferat la Gaz Metan Mediaș.